# Judy at Carnegie Hall
Judy at Carnegie Hall é o registro ao vivo em LP duplo, de um concerto de Judy Garland no Carnegie Hall, em Nova York, acompanhado pela orquestra sob a direção de Mort Lindsey. O evento ocorreu na noite de domingo, 23 de abril de 1961. 
O álbum tornou-se um grande sucesso, tanto entre críticos quanto entre o público, e recebeu o Grammy Award de Álbum do Ano, tornando Garland a primeira mulher a conquistar esse prêmio. Ele permaneceu treze semanas em primeiro lugar na parada de álbuns da Billboard.

## Faixas
| Lado 1 |                                                                                    |         |  |
| N.º    | Título                                                                             | Duração |  |
| 1.     | "Overture": a) "The Trolley Song" b) "Over the Rainbow" c) "The Man That Got Away" | 5:48    |  |
| 2.     | "When You're Smiling (The Whole World Smiles With You)"                            | 3:29    |  |
| 3.     | "Medley": a) "Almost Like Being in Love" b) "This Can't Be Love"                   | 6:27    |  |
| 4.     | "Do It Again"                                                                      | 6:16    |  |
| 5.     | "You Go to My Head"                                                                | 2:43    |  |
| 6.     | "Alone Together"                                                                   | 5:38    |  |

| Lado 2 |                                          |         |  |
| N.º    | Título                                   | Duração |  |
| 1.     | "Who Cares (As Long as You Care for Me)" | 1:46    |  |
| 2.     | "Puttin' On the Ritz"                    | 2:45    |  |
| 3.     | "How Long Has This Been Going On?"       | 4:12    |  |
| 4.     | "Just You, Just Me"                      | 2:16    |  |
| 5.     | "The Man That Got Away"                  | 5:03    |  |
| 6.     | "San Francisco"                          | 4:45    |  |
| 7.     | "I Can't Give You Anything But Love"     | 6:46    |  |
| 8.     | "That's Entertainment!"                  | 6:38    |  |

| Lado 3 |                                      |         |  |
| N.º    | Título                               | Duração |  |
| 1.     | "Come Rain or Come Shine"            | 7:23    |  |
| 2.     | "You're Nearer"                      | 2:33    |  |
| 3.     | "A Foggy Day"                        | 3:04    |  |
| 4.     | "If Love Were All"                   | 2:53    |  |
| 5.     | "Zing! Went the Strings of My Heart" | 4:04    |  |
| 6.     | "Stormy Weather"                     | 6:11    |  |

| Lado 4 |                                                                                  |         |  |
| N.º    | Título                                                                           | Duração |  |
| 1.     | "Medley": a) "You Made Me Love You" b) "For Me and My Gal" c) "The Trolley Song" | 3:56    |  |
| 2.     | "Rock-a-Bye Your Baby with a Dixie Melody"                                       | 5:22    |  |
| 3.     | "Over the Rainbow"                                                               | 5:47    |  |
| 4.     | "Swanee"                                                                         | 7:31    |  |
| 5.     | "After You've Gone"                                                              | 4:20    |  |
| 6.     | "Chicago"                                                                        | 5:15    |  |

## Relançamento
Em 2001, a Capitol Records lançou o álbum como um conjunto de CD duplo (número de catálogo 72435-27876-2-3). Esta edição apresenta as faixas na ordem original de execução e inclui material que não estava presente no LP original, como monólogos e comentários de Garland ao público e à orquestra, momentos de preparação da orquestra para o próximo número e um falso começo em "Come Rain or Come Shine". O lançamento do CD busca reproduzir a experiência do show como foi ouvido pelo público, "com todas as suas imperfeições".

## Prêmios
Judy at Carnegie Hall foi um enorme sucesso, permanecendo 73 semanas nas paradas da Billboard, incluindo 13 semanas em primeiro lugar, e conquistou disco de ouro. O álbum ganhou quatro prêmios Grammy: Melhor Álbum do Ano, Melhor Performance Feminina Pop, Melhor Engenharia de Som em Álbum Não-Clássico e Melhor Pacote de Gravação.
Em 2003, a Biblioteca do Congresso reconheceu o álbum como "cultural, histórica ou esteticamente significativo" e o selecionou para preservação no Registro Nacional de Gravações.
Em junho de 2006, Rufus Wainwright prestou sua própria homenagem à apresentação de Garland, recriando o concerto na íntegra no Carnegie Hall, com o projeto intitulado Rufus Does Judy at Carnegie Hall, lançado como álbum em dezembro de 2007.

## Charts
| Chart                               | Posição |
| ----------------------------------- | ------- |
| Reino Unido (UK Albums Chart)       | 13      |
| Estados Unidos (Billboard 200)      | 1       |
| Estados Unidos (Top Catalog Albums) | 26      |

## Certificações
| País                  | Certificação | Vendas  |
| --------------------- | ------------ | ------- |
| Estados Unidos - RIAA | Ouro         | 500.000 |